# Bezwarunkowa miłość
Bezwarunkowa miłość (oryg. Unconditional Love) – film z 2002 roku w reżyserii P.J. Hogana.

## Opis fabuły
Grace jest gospodynią domową od lat podkochującą się w piosenkarzu muzyki pop, Victorze Foxie. Po tym jak zostaje porzucona przez męża, otrzymuje ostateczny cios jakim jest wiadomość o zamordowaniu Foxa przez seryjnego zabójcę. Decyduje się na wyjazd do Wielkiej Brytanii, ojczyzny piosenkarza, by uczestniczyć w jego pogrzebie. Grace odkrywa, że Fox, którego uważała za uosobienie męskości był gejem i do tego od wielu lat był związany z Dirkiem. Między kobietą a Dirkiem rodzi się przyjaźń, która sprawia, że oboje jadą do Chicago by wspólnie prowadzić poszukiwania seryjnego zabójcy, który zabił Victora. Wspomagani przez przyszłą synową Grace, we trójkę odnajdują zabójcę. Grace wychodzi za mąż za Dirka.

## Obsada
- Dan Aykroyd – Max Beasley
- Kathy Bates – Grace Beasley
- Rupert Everett – Dirk Simpson
- Meredith Eaton – Maudey Beasley
- Bitty Schram – Harriet Fox-Smith